# Infestation: Survivor Stories
Infestation: Survivor Stories (früher The WarZ) ist ein Zombie-Survival-Horror-Computerspiel für Windows. Es wurde von Hammerpoint Interactive entwickelt und von Arktos Entertainment herausgegeben. Es ist ein Multiplayer-Ego-Shooter, in dem man gegen andere Spieler oder Zombies kämpfen kann. Bis Mitte Juni 2013 war das Spiel unter dem Namen The War Z bekannt, der Name wurde aus rechtlichen Gründen geändert.

## Handlung
Infestation ist ein Open-World-Spiel. Die Handlung des Spiels setzt ein, fünf Jahre nachdem eine unbekannte Krankheit den Großteil der Bevölkerung tötete oder zu Zombies mutieren ließ.

## Gameplay
Ausgestattet mit einem Minimum an Ausrüstung, startet der Spieler an einem zufälligen Punkt in der etwa 100 km² großen, zombieverseuchten Welt. Es gibt kein Spielziel im engeren Sinne, die Aufgabe des Spielers besteht einzig und allein darin möglichst lange zu überleben. Hierzu ist es nötig, in den Ruinen der postapokalyptischen Welt Nahrung zu finden und sich gegen Zombies und andere Überlebende zur Wehr zu setzen. Bis zu 200 Spieler pro Server wetteifern darum möglichst lange zu überleben. Ein besonderer Fokus liegt hierbei auf der Interaktion zwischen den Spielern: Sie können sich sowohl gegenseitig töten, um an bessere Ausrüstungsgegenstände zu kommen, wie auch in Gruppen zusammenarbeiten, um gemeinsam der lebensfeindlichen Umwelt zu trotzen. Mit dem Tod der Spielfigur verliert der Spieler sämtliche gesammelten Ausrüstungsgegenstände und Fortschritte und ist gezwungen, erneut von Null zu starten. Jeder Spieler hat die Möglichkeit, bis zu fünf Charaktere zu erstellen und jederzeit zwischen diesen zu wechseln. Dies gilt nicht für Trial Accounts, mit denen man nur einen Charakter zur Verfügung hat. Sobald ein Charakter tot ist, dauert es zwanzig Minuten, bis man mit dem Charakter neu beginnen kann.

## Entwicklungsgeschichte
Infestation: Survivor Stories wurde ursprünglich unter dem Namen The War Z von OP Productions entwickelt. Infestation verwendet eine modifizierte Version der Eclipse Engine von Arktos Entertainment (nicht zu verwechseln mit der gleichnamigen Engine des kanadischen Spieleentwicklers BioWare). Die als besonders flexibel geltende Engine unterstützt Server mit bis zu 300 Spielern, detaillierte dreidimensionale Umgebungen, extrem hohe Sichtweiten dank High Dynamic Range Rendering sowie Beleuchtung inklusive Tag- und Nachtwechsels. Die Engine kam bereits bei dem Free2Play-Shooter War Inc. zum Einsatz, welches sich optisch kaum von War Z unterscheidet.
The War Z begann seine offene Alpha-Phase am 15. Oktober 2012 und wurde auf Steam am 17. Dezember, 2012 veröffentlicht. Zwei Tage nach dem Start wurde das Spiel bereits wieder von Steam wegen irreführender Werbung entfernt; einige der der angepriesenen Funktionalitäten fehlten im Spiel. Nach dem korrigieren der Probleme wurde The War Z am 26. Februar 2013 wieder verfügbar. Am 4. April 2013 wurde der Quelltext von The War Z verfügbar, jedoch höchstwahrscheinlich als Leak über einen gehackten Server.
Am 5. Juni 2013 wurde die Anticheat-Engine PunkBuster als Patch veröffentlicht. Am 20. Juni 2013 wurde der Spielname offiziell zu Infestation: Survivor Stories geändert um Copyright Probleme zu umgehen. Am 6. Mai 2014 gaben die Entwickler bekannt eine bearbeitete Version des Spiels zu veröffentlichen, auf welche jeder Spieler, der mindestens 10 € für das Spiel bezahlt hat oder die Legendary/Pioneer Edition im Early Access gekauft hat gratis zugreifen kann.

## Rezeption

### Kritiken
Die Kritiken nach dem offiziellen Start fielen überwiegend schlecht aus. Das deutsche Portal für Online-Spiele buffed.de vergab eine Spielspaß-Wertung von 66 %. Die PC Games vergab 20 % und bemängelte Technik, Gameplay und die umständliche Bedienung. Auch die Website IGN bewertete TheWar Z mit einer niedrigen Wertung und vergab 3 von 10 möglichen Punkten. Die internationale Seite Metacritic kam auf eine Wertungsdurchschnitt von 20 % Punkten basierend auf 13 Tests.
Mehr oder weniger positiv bewertet wurden Grafik/Optik, Sound und die Atmosphäre insgesamt. Sehr niedrige Wertungen erhielt The War Z hingegen für die KI der Zombies, die mangelnde Langzeitmotivation und das praktisch nicht vorhandene Zusammenspiel zwischen Spielern (es wurden kaum wie beabsichtigt Gruppen geformt, sondern Spieler bekämpften sich mehrheitlich nur). Viele Spieler beschwerten sich über hohe Zahlen von Hackern, gegen die die Entwickler nun versuchen vorzugehen. Ein großer Schritt seitens der Entwickler wurde durch das Einführen der Anticheat-Engine Punkbuster getan, welche aus mehreren aktuellen Spielen wie Battlefield 3 und Far Cry 3 bekannt ist.

### Kontroverse
- Bereits in der Alpha-Version Monate vor dem offiziellen Release stand The War Z in der Kritik. So wurde dem Studio vorgeworfen, das Spielprinzip von der erfolgreichen Arma-2-Modifikation DayZ plagiiert zu haben, die Entwickler haben behauptet, das Spiel wäre bereits lange vor DayZ in der Entwicklung gewesen.[20]
- Außerdem sollen Teile der Lizenzvereinbarung aus der Lizenzvereinbarung des Spiels League of Legends kopiert worden sein.[21]
- Im Oktober 2012 geriet der Designer Sergey Titov in die Kritik, weil er Camper im offiziellen Forum als „faggots“ (zu deutsch: „Schwuchteln“) bezeichnete. Die Beleidigung wurde kurz darauf entfernt.[22]
- Im Laufe der Beta zeigten sich bereits ernste Probleme mit Cheatern. Zunehmend frustrierte Spieler beklagten sich über Aimbots, Wall- und Speedhacks. Diese Problematik konnte auch durch wiederholte Updates der Anti-Cheat-Software nicht zufriedenstellend behoben werden.[23]
- Am 20. Dezember 2012, nur drei Tage nach dem offiziellen Release, entfernte der Software- und Spieleentwickler Valve das Spiel The War Z wieder von seiner Vertriebsplattform Steam, nachdem es massive Kundenproteste aufgrund von geschönten Feature-Listen und fehlenden Inhalten gegeben hatte.[24]
- Am 21. Dezember 2012 fanden Fans in den Artworks des Spiels urheberrechtlich geschützte Teile Dritter. Unter anderem soll das Studio bei der Gestaltung der Artworks auf Fotos eines Treffens von kostümierten Zombie-Fans sowie Ausschnitte aus der populären US-amerikanischen Fernsehserie The Walking Dead zurückgegriffen haben.[25]
- Am 25. Dezember 2012 wurde bekannt, dass das US-Patentamt den Markenschutz für den Namen The War Z aufgrund einer zu hohen Ähnlichkeit mit dem Mitte 2013 anlaufenden Film World War Z aufgehoben hatte.[26] Als Folge dieser Entwicklung wurde das Spiel am 19. Juni 2013 in Infestation umbenannt.
- Ende Dezember 2012 wurde zudem öffentlich, dass Studiomitarbeiter Spieler unter Druck gesetzt und zur Denunziation von Cheatern genötigt hatten.[27]
- In dem ersten Januartagen 2013 wurde das Spiel The War Z Opfer von Hackerangriffen, vermutlich initiiert von wütenden Fans. Tagelang kämpfte das Studio gegen DDoS-Attacken, die Steam-Version ließ sich stundenlang nicht starten.[28]
- In Reaktion auf tausende wütender Fans, Shitstorms in den Foren und die noch immer andauernden Hackerangriffe veröffentlichte der Designer Sergey Titov am 2. Januar 2013 einen offenen Brief an die Community, in dem er auf die allgemeine Unzufriedenheit einging und für die Zukunft Besserung versprach.[29]
- Am 16. April 2013 verschafften sich Hacker Zugang zum offiziellen Forum und entwendeten E-Mail-Adressen der Spieler. Das Forum wie auch das Spiel waren stundenlang offline.[30]
- Ende April 2013 hatten Spieler wegen eines Datenbankfehlers kostenlos Zugriff auf den Shop. Innerhalb weniger Stunden wurden Gegenstände im Wert von 14 Millionen US-Dollar eingekauft.[31]